# Ossip K. Flechtheim
Ossip Kurt Flechtheim (geboren 5. März 1909 in Nikolajew; gestorben am 4. März 1998 in Berlin) war ein deutscher Hochschullehrer und Autor. Der Jurist und Politikwissenschaftler war einer der Begründer der Futurologie in Deutschland.

## Leben
Ossip K. Flechtheim war Sohn des Buchhändlers Hermann Flechtheim (1880–1960) aus der Brakeler Unternehmerfamilie Flechtheim, der als Geschäftsführer des Getreidegroßhandelsunternehmens M. Flechtheim & Comp. in Russland tätig war, und seiner Frau Olga, geborene Farber (1884–1964). Im Jahr 1910 zog die Familie wieder ins westfälische Münster, die Heimat des Vaters, und später nach Düsseldorf. Beide Eltern waren Mitglieder der jüdischen Gemeinde. Ossip Flechtheim war gleichwohl nicht religiös interessiert. Als konfessionsloser Humanist trat er nach dem Zweiten Weltkrieg dem Deutschen Freidenker-Verband bei. Sein Onkel Alfred Flechtheim war ein bekannter Kunsthändler.
Nach dem Abitur an der Hindenburgschule (heute Humboldt-Gymnasium Düsseldorf), das er im Jahr 1927 ablegte, zog es ihn in die KPD. Aufgrund der ideologischen Enge dieser Partei trat er im Jahr 1931 nach fünf Jahren und einer Moskau-Reise wieder aus. Flechtheim studierte Rechts- und Staatswissenschaften an den Universitäten in Freiburg im Breisgau, Paris, Heidelberg, Berlin und schließlich Köln. In den Jahren 1931 bis 1933 absolvierte er sein juristisches Referendariat beim Oberlandesgericht Düsseldorf. Er konnte noch im Jahr 1934 in Köln bei Carl Schmitt mit der Arbeit Hegels Strafrechttheorie zum Dr. jur. promovieren. Die notwendige Buchausgabe konnte nur noch im Ausland (Rohrer-Verlag, Brünn 1936) erscheinen.

### Verfolgung und Emigration
Nach der Machtergreifung der Nationalsozialisten wurde er 1933 wegen seiner Mitgliedschaft in der Widerstandsgruppe Neu Beginnen und seiner jüdischen Abstammung aus dem Öffentlichen Dienst entlassen. Im Jahr 1935 war er insgesamt 22 Tage inhaftiert, nur knapp konnte er den Nationalsozialisten entkommen. Er ging über Belgien in die Schweiz, wo er dank eines Stipendiums seine wissenschaftlichen Studien am Institut Universitaire des Hautes Etudes Internationales, das der Universität Genf angeschlossen ist, fortsetzen konnte und diese 1939 mit dem Diplom abschloss. Weil Flechtheim während dieser Zeit ausgebürgert worden war, entzog ihm die Universität zu Köln auch den Dr.-Grad (protokolliert für den 14. April 1938).
Im Jahr 1939 emigrierte er in die USA und arbeitete dort zunächst an Horkheimers Institut für Sozialforschung der Columbia University in New York City. Dort lernte er u. a. Erich Fromm, Herbert Marcuse und Isaac Asimov kennen. Später war er als Dozent und schließlich als Professor an verschiedenen Hochschulen tätig. Im Dezember 1942 heiratete er Lili Therese Faktor, die Tochter des ehemaligen Chefredakteurs des Berliner Börsencuriers. Ihre Tochter Marion Ruth wurde am 26. September 1946 geboren.
Bis 1943 lehrte er an der Universität von Atlanta. Als viele seiner schwarzen Studenten zum Kriegsdienst eingezogen wurden, wechselte er an das Colby College und als Assistant Professor an das Bates College (Maine).
Im Verlauf des Zweiten Weltkriegs trat er in die US-amerikanische Armee ein. Im Jahr 1946 kehrte er als Lieutenant colonel für einige Monate als Sektions- und Bürochef beim Amt des US-Hauptanklägers für Kriegsverbrechen in Berlin nach Deutschland zurück. In den Jahren 1947 bis 1951 führte er seinen Beruf als Hochschullehrer in den Vereinigten Staaten fort. Im Jahr 1948 erschien sein Werk über Die KPD in der Weimarer Republik, mit dem er 1947 an der Universität Heidelberg zum Dr. phil. promoviert wurde. Seinen Antrag auf Erneuerung des Kölner juristischen Dr.-Diploms bewilligte die Fakultät laut Protokoll am 10. April 1947.

### Tätigkeit als Hochschullehrer in Berlin
Von 1952 bis 1959 war er ordentlicher Professor an der Deutschen Hochschule für Politik in West-Berlin. Durch die Integration der Einrichtung in die Freie Universität Berlin 1959 erhielt er eine C4-Professur für Politikwissenschaft am dortigen Otto-Suhr-Institut, welche er bis zu seiner Emeritierung im Jahre 1974 ausfüllte.

### Prägung der Futurologie

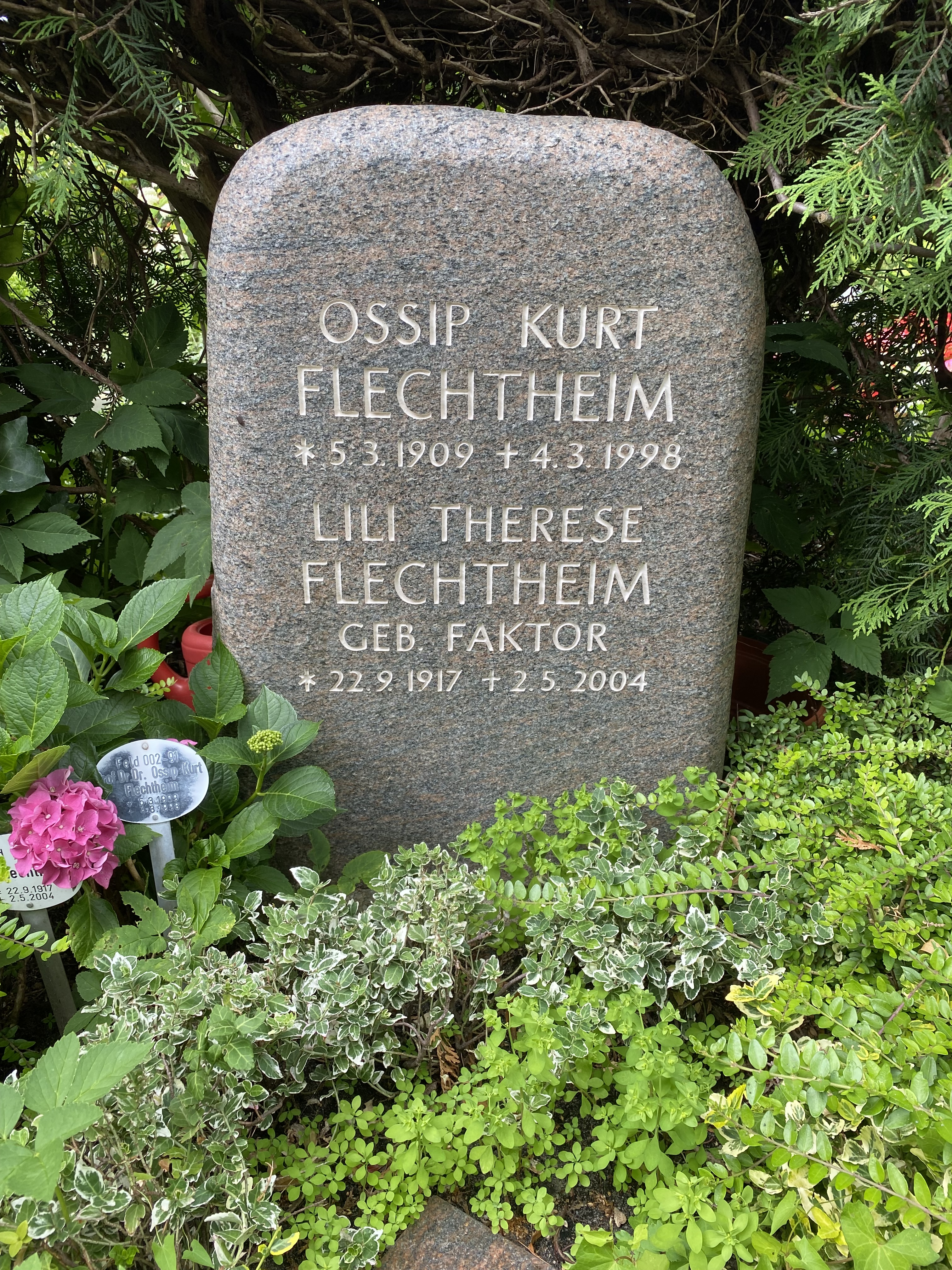
Grabstätte auf dem Friedhof Dahlem

Flechtheim prägte den Begriff der „Futurologie“ als systematische und kritische Behandlung von Zukunftsfragen bereits 1943 in den USA. 1968 erschien in der Neuen Rundschau ein Aufsatz mit dem später wiederholt verbreiteten Titel Futurologie – Möglichkeiten und Grenzen, in dem er Vordenker wie Karl Marx und Zeitgenossen wie Leszek Kołakowski, Robert Jungk und Herbert Marcuse diskutierte. 1970 veröffentlichte er schließlich sein Werk Futurologie: Der Kampf um die Zukunft. Darin kritisierte er sowohl die Zukunftsforschung im Westen als auch die Prognostik in den realsozialistischen Staaten als technokratisch und setzte dagegen ein Modell der „Befreiung der Zukunft“. Die Repräsentation von Zukunft sei in der staatlichen Planung am Objektivitätsideal der Naturwissenschaften orientiert und setze dementsprechend exklusiv auf eben jene Expertise. In der kritischen Gegenbewegung sei dagegen die „Entfaltung, Internationalisierung und Demokratisierung der Futurologie“ die Voraussetzung für eine Demokratisierung der Gesellschaft.

### Politisches Engagement
Flechtheim gehörte dem Kuratorium der 1957 gegründeten Deutsch-Israelischen Studiengruppe an der Freien Universität Berlin an. Die studentische Vereinigung setzte sich für die NS-Aufarbeitung, gegen den Antisemitismus und für die Annäherung mit Israel ein.
Er war Mitgründer des linksliberalen Republikanischen Clubs in Berlin, war zehn Jahre lang Mitglied der SPD (bis 1962) und ab 1981 der Grünen. Er publizierte eine Vielzahl von Büchern und Zeitungsartikeln (u. a. in der Frankfurter Rundschau und in Die Zeit), war Gründungsmitglied und Vizepräsident der Internationalen Liga für Menschenrechte, Mitglied des PEN-Clubs, im Konzil der Friedensforscher und im Kuratorium der Deutschen Gesellschaft für Friedens- und Konfliktforschung. Aktiv unterstützte der Pazifist O.K. Flechtheim die Internationale der Kriegsdienstgegner. Am 9. August 1985 antwortete er in der Frankfurter Allgemeinen Zeitung auf die Frage, was er am meisten verabscheue: „die Unmenschlichkeit“ und den Krieg der Menschen gegeneinander.
Er starb am Vorabend seines 89. Geburtstages in seiner Wahlheimat Berlin. Sein Grab befindet sich auf dem Berliner Friedhof Dahlem im Feld 002-91. 

## Preise und Ehrungen
Im Jahr 1979 lehnte er die Annahme des Großen Bundesverdienstkreuzes in einem Brief an den damaligen Bundespräsidenten Walter Scheel mit der Begründung ab, dieses hätten zu viele Nazis bekommen. Im Jahr 1981 übernahm Flechtheim den Ehrenvorsitz des Berliner Instituts für Zukunftsstudien und Technologiebewertung. Dieses unabhängige und gemeinnützige Forschungsinstitut war 1981 gegründet worden, um die wissenschaftliche Zukunftsforschung in Deutschland zu etablieren.
Im Mai 1986 wurde er von der Humanistischen Union mit dem Fritz-Bauer-Preis ausgezeichnet. 1989 wurde er von der Freien Universität Berlin mit einer Ehrendoktorwürde und vom Berliner Senat mit der Ernst-Reuter-Plakette geehrt.
Flechtheim war langjähriges Mitglied des Humanistischen Verbandes Deutschlands (HVD). Der HVD hat im Jahr 2003 zu seinen Ehren den Ossip K. Flechtheim-Preis ins Leben gerufen. Der Preis wird alle zwei Jahre für herausragendes Engagement zur Förderung von Aufklärung, Toleranz und Selbstbestimmung in unserer Gesellschaft vergeben und ist mit 2.500 Euro dotiert. Der 100. Geburtstag von O. K. Flechtheim wurde vom Humanistischen Verband Deutschlands und der Zeitschrift Graswurzelrevolution gewürdigt.

## Schriften

### Bücher
- Hegels Strafrechtstheorie. Rohrer, Brünn 1936.
  - 2. Auflage (um ein Nachwort erweiterter Nachdruck der 1936 erschienenen 1. Auflage) bei Duncker & Humblot, Berlin 2019, ISBN 978-3-428-43396-4.
- Die Kommunistische Partei Deutschlands in der Weimarer Republik. Bollwerk-Verlag Karl Drott, Offenbach 1948. Neuauflage mit einer Einleitung von Hermann Weber, EVA, Frankfurt 1969.
- Eine Welt oder keine? Beiträge zur Politik, Politologie und Philosophie. (Sammlung Res novae. Bd. 32), Europäische Verlagsanstalt, Frankfurt am Main 1964.
- Weltkommunismus im Wandel. Verlag Wissenschaft und Politik, Köln 1965.
- Bolschewismus 1917–1967. Von der Weltrevolution zum Sowjetimperium. Europa-Verlag, Wien 1967.
- Futurologie. Der Kampf um die Zukunft. Verlag Wissenschaft und Politik, Köln 1970.
- Zeitgeschichte und Zukunftspolitik. Hoffmann und Campe, Hamburg 1974, ISBN 3-455-09108-3.
- mit Rudzio, Vilmar, Wilke: Der Marsch der DKP durch die Institutionen. Sowjetmarxistische Einflußstrategien und Ideologien. Fischer-TB, Frankfurt am Main 1980, ISBN 3-596-24223-1.
- Karl Liebknecht zur Einführung. (SOAK-Einführungen, 19). Junius, Hamburg 1985, ISBN 3-88506-819-2.
- Ist die Zukunft noch zu retten? Die Megakrise unserer Zeit und ihre sieben Herausforderungen. Campe 1987. Heyne 1989, ISBN 3-453-03750-2.
  - Mit dem Untertitel: Weltföderation – Der dritte Weg ins 21. Jahrhundert. Herausgegeben von Stephan Stadel, erweitert und illustriert, Peter Lang 1995, ISBN 3-631-47865-8.
- mit Egbert Joos: Ausschau halten nach einer besseren Welt. Biographie, Interview, Artikel. Dietz, Berlin 1991, ISBN 3-320-01622-9.

### Aufsätze
- Moskau 1931 – Moskau 1964. In: H. Bethke, W. Jaspert (Hrsg.): Moskau, Leningrad heute: Berichte und Impressionen von einer Reise. Stimme-Verlag, Frankfurt 1965, S. 34.
- Einleitung zu: Karl Liebknecht: Gedanke und Tat. Schriften, Reden, Briefe zur Theorie und Praxis der Politik. Hrsg. von O. K. Flechtheim. Ullstein, 1976, ISBN 3-548-03282-6.
- Von Hegel zu Kelsen. Rechtstheoretische Aufsätze.  Duncker & Humblot, Berlin 1963 (Aufsatzsammlung).

### Herausgeberschaft
- Marx heute. Pro und contra. Hoffmann und Campe, Hamburg 1983, ISBN 3-455-08728-0.